# Paul Briët (architect)
Paul Henri Nicolaas Briët (Nunspeet, 23 januari 1894 - Hilversum, 17 februari 1978) was een Nederlands architect. Hij was de zoon van kunstschilder Arthur Briët.

## Leven en werk
Paul Briët legde cum laude het examen voor bouwkundig ingenieur af aan de Technische Hogeschool Delft. Na een dienstverband bij een spoorwegmaatschappij en een samenwerking met architect C.B. Posthumus Meyes volgde in 1927 een maatschap met Johan Hanrath. Hanrath overleed echter in 1932, waarna Briët zijn beroep alleen voortzette. Zijn oeuvre bestaat vooral uit woonhuizen en villa’s, verbouwingen van werken van Hanrath en restauraties.
Briët is vooral bekend van de wijk 't Zand in Middelburg, waar hij in 1941 148 arbeiderswoningen bouwde. In de meeste plaatsen lag de volkswoningbouw toen al stil, maar Middelburg wilde het project doorzetten. Een jaar later moest de bouw alsnog worden stilgelegd, om pas na de bevrijding te worden voltooid. De Briëtwoningen waren zeer populair en toen de woningcorporatie ze wilde slopen, kwamen de bewoners in beweging. Een kort geding werd in 2023 verloren, maar de corporatie liet vervangende huizen ontwerpen in de stijl van Briët. De bewoners kregen het recht van terugkeer toen in 2024 de eerste nieuwe Briëtwoningen werden opgeleverd.

## Familie
Paul Briët is op 14 augustus 1919 in Den Haag getrouwd met Johanna Jacoba Roodenburg. Zij kregen drie kinderen: Arthur Henri Christiaan (1920), Leendert Nicolaas (1922) en Anna Petronella Maria (1925). Hun zoon Arthur Henri Christiaan was de vader van de beeldhouwster Antoinette Briët.
- Gemeinsame Normdatei: 1190057441
- International Standard Name Identifier: 0000 0004 2325 2323
- Nederlandse Thesaurus van Auteursnamen: 369650646
- Union List of Artist Names: 500055180
- Virtual International Authority File: 305834516
- WorldCat: E39PBJtxb7VFhryxppmdHWPbBP